# KZ Jasenovac

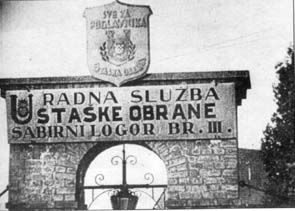
Eingangstor zum Hauptlager des KZ Jasenovac, dem als Ciglana (Ziegelei) bekannten Arbeitslager III. Darüber ein Schild mit der Aufschrift „Arbeitsdienst des Ustascha-Abwehrdienstes – Sammellager Nr. III“ und dem Abzeichen des Ustascha-Abwehrdienstes mit dem Wahlspruch „Alles für den Poglavnik“.

Das Konzentrationslager Jasenovac (serbokroatisch Концентрациони Логор Јасеновац Koncentracioni logor Jasenovac; jiddisch יאסענאוואץ; hebräisch מחנה יסנובץ) war das größte Sammel-, Arbeits-, Konzentrations- und Vernichtungslager im sogenannten Unabhängigen Staat Kroatien und zugleich nach Gefangenenzahlen eines der größten in ganz Europa. Es war das einzige Vernichtungslager im Zweiten Weltkrieg in Europa, in dem ohne deutsche Beteiligung planmäßig gemordet wurde. Im Lagerkomplex von Jasenovac starben überwiegend Serben sowie Juden, Roma und Regimegegner, darunter Kroaten und bosnische Muslime. Die Angaben über die Opferzahlen weichen aufgrund ihrer teilweisen Verwendung im Rahmen propagandistischer Zwecke stark voneinander ab.
Der von der Ustascha zwischen 1941 und April 1945 geleitete Lagerkomplex lag 95 km südöstlich von Zagreb, in der Nähe des Ortes Jasenovac und zog sich entlang des linken Ufers der Save von der Mündung der Una bis Stara Gradiška. Die Angaben, nach denen die Gesamtfläche des Komplexes bis zu 240 Quadratkilometer betrug, sind fragwürdig, weil unklar bleibt, was dabei unter „Komplex“ verstanden wird. Der Lagerkomplex bestand aus insgesamt fünf Nebenlagern (Jasenovac I–V) und drei kleineren Lagern. Dazu gehörten die drei Kinderkonzentrationslager Sisak als größtes, Gornja Rijeka als kleinstes und Jastrebarsko.
Auf dem Standort des ehemaligen Lagers befindet sich die 1959 bis 1966 vom jugoslawischen Architekten und Bildhauer Bogdan Bogdanović errichtete Gedenkstätte für die KZ-Opfer.
Ein weiteres Konzentrationslager auf dem Territorium des Ustascha-Staates war das Konzentrationslager Sajmište am linksseitigen Saveufer bei Zemun, welches von den deutschen Besatzungstruppen betrieben wurde.

## Geschichte

### Hintergrund
Der Balkanfeldzug mit dem Überfall der Achsenmächte führte zwischen dem 6. und 17. April 1941 zur Besetzung und Zerschlagung des Königreichs Jugoslawien durch deutsche, italienische, ungarische und bulgarische Truppen. Ursprünglich hatte Deutschland gehofft, das neutrale Jugoslawien in ein Bündnis zwingen zu können. Bereits am 10. April 1941 marschierte die Wehrmacht in Zagreb ein, woraufhin Oberst Slavko Kvaternik im Namen der faschistischen Ustascha-Bewegung den Marionettenstaat der Achsenmächte proklamierte, den sogenannten Unabhängigen Staat Kroatien (NDH) unter Adolf Hitlers und Benito Mussolinis Protektion, zu dem auch Slawonien, Syrmien und fast ganz Dalmatien, Bosnien und die Herzegowina sowie Teile Serbiens gehörten. Die Proklamierung des neuen Staates wurde von der Mehrheit der Kroaten begrüßt, aber in diesem Gebilde lebten neben den ca. 3,3 Millionen Kroaten noch rund 3 Millionen andere, mit etwa 1,9 Millionen vorwiegend Serben, aber auch 700.000 Muslime sowie eine Anzahl weiterer ethnischer Minderheiten.

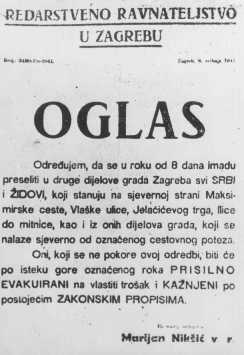
Öffentliche Aufforderung vom Mai 1941 an Serben und Juden, ihre Häuser nördlich bestimmter Straßen in Zagreb zu verlassen

Der NDH-Staat führte in Anlehnung an das nationalsozialistische Deutschland ab April 1941 ebenfalls Rassengesetze gegen Serben, „Juden“ und „Zigeuner“ ein. 
Während des Zweiten Weltkriegs wurden im Unabhängigen Staat Kroatien drei Völkermorde parallel verübt: der Völkermord an den Serben im Unabhängigen Staat Kroatien, der Völkermord an den Roma im Unabhängigen Staat Kroatien und der Holocaust an den Juden. Diese Bevölkerungsgruppen wurden systematisch verfolgt, in Konzentrationslager eingesperrt und ermordet.
Zusätzlich entstanden auf dem Gebiet des Staates um die 40 Konzentrations- und Internierungslager. Die Ustascha errichtete unter ihrem Führer Ante Pavelić eine totalitäre Diktatur, die für den Genozid an den verschiedenen ethnischen Gruppen und die Ermordung zahlreicher politischer Oppositioneller verantwortlich war. Ambivalent war das Verhältnis der römisch-katholischen Kirche zu den Ustascha. Nationalistisch eingestellte katholische Geistliche aus der NDH sympathisierten, kooperierten oder beteiligten sich an den Taten der Ustascha. Andere protestierten gegen deren Verbrechen. Der planmäßige Völkermord, der mehrere hunderttausend Todesopfer forderte, erreichte seinen Höhepunkt schließlich im KZ Jasenovac.

### Entstehung
Die Lager wurden aufgrund der kroatischen Gesetzanordnung Nr. CDXXIX-2101-Z-1941 vom 25. November 1941, die von Ante Pavelić erlassen und von Justizminister Mirko Puk unterschrieben wurde, formal legalisiert. Dieses Gesetz „erlaubte“ die gewaltsame Festnahme und Internierung missliebiger Personen in Arbeitslagern und somit die Errichtung von Konzentrationslagern. Mit dem Bau des KZ ließ Eugen Dido Kvaternik, der als Leiter der Ustaška nadzorna služba (UNS), Staatspolizei und Geheimdienst des NDH, die Oberaufsicht für sämtliche Lager hatte, Ende 1941 beginnen. Gründer und Organisator von Jasenovac war General Vjekoslav Luburić, zugleich Kommandant des Lagerkomplexes, genannt „Maks der Metzger“. Er war zur Ausbildung im KZ Sachsenhausen gewesen, wo er den Aufbau des Lagers und die Genickschussanlage zur systematischen Tötung von russischen Kriegsgefangenen studierte; anschließend versuchte er, dieses Modell auf Jasenovac zu übertragen.

Lager mit Umfeld

Zwischen 1941 und 1945 gab es etwa 40 Konzentrationslager und Tötungsstätten auf dem Territorium des NDH-Staates. Die kleineren wurden jedoch rasch aufgelöst. Stattdessen wurde mit Jasenovac ein zentraler Standort ausgewählt, zur Verhinderung von Fluchten günstig gelegen am Zusammenfluss der Save mit den Flüssen Una, Strug und Lonja und zugleich für einen großen Lagerkomplex verkehrstechnisch geeignet in der Nähe der Bahnlinie Belgrad−Zagreb. Der Hauptzweck war die Vernichtung von Serben, Juden und Roma samt ihren Angehörigen und Kindern sowie die Ausrottung von Mitgliedern der serbisch-orthodoxen Amtskirche. Darüber hinaus wurden in dem Lager unter anderem Panzer repariert, Lederwaren für das Ustascha-Militär sowie Schiffsketten hergestellt. Auch eine große Ziegelei befand sich auf dem Lagergelände. Das Arbeits-, Vernichtungs- und Konzentrationslager war nach dem Vorbild der deutschen KZ konzipiert und erhielt wegen seiner Größe bald den Beinamen „Auschwitz des Balkans“. Über dem Haupttor hieß es auf Kroatisch „Alles für den Poglavnik“ (d. h. für den NDH-Führer Ante Pavelić) und darunter „Arbeitsdienst der Ustascha-Verteidigung – Sammellager Nr. III“.

### Lagerkomplex

#### JasenovacI (Krapje) und II (Bročice)

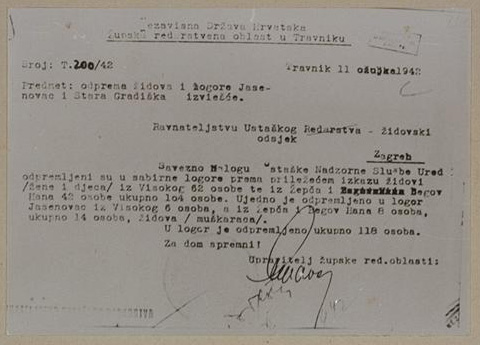
Deportationsbericht von Travnik nach Jasenovac und Stara Gradiška (März 1942)

Jasenovac I und II wurden gleichzeitig im August 1941 in der Nähe der Stadt Jasenovac errichtet und mit ersten Häftlingen belegt, hauptsächlich Serben und Juden. Jasenovac I lag in der Nähe des Ortes Krapje, etwa zwölf Kilometer westlich von Jasenovac, und bestand aus drei Baracken, während Jasenovac II in einem Bročki sokak genannten Ödland lag und aus einer Baracke bestand. Ende Oktober 1941 begannen schwere Regenfälle auf dem Gebiet des noch im Aufbau befindlichen Lagerkomplexes. Mitte November 1941 stieg der Pegel der Save und nach Dammbrüchen versank Jasenovac I (Krapje) und der gesamte Lagerkomplex wurde von Wasser eingeschlossen. Dabei sollen nach Berichten von Überlebenden bis zu 550 Häftlinge ertrunken sein. Mitte November 1941 wurde ein Aufnahmestopp verhängt und Jasenovac I und II wurden aufgelöst. Die Häftlinge wurden in das höher gelegene Jasenovac III evakuiert. Von den 3000 bis 4000 Häftlingen der beiden Lager überlebten nur 1500 diese Überführung.

#### JasenovacIII (Ciglana)

Lageplan des Lagers III, genannt Ciglana (Ziegelei), dem Hauptlager von Jasenovac.

Die Häftlinge von Jasenovac III (Eigenbezeichnung: Sabirni logor Br. III = Sammellager III), bekannt als Ciglana (Ziegelei), waren in einem großen Gebäude einer Ziegelei untergebracht, da es an Baracken mangelte. Jasenovac III war das größte Lager des Lagerkomplexes.

#### JasenovacIV (Kožara)
Im Januar 1942 organisierte die Ustascha Jasenovac IV, bekannt als Kožara (Lederwaren).

#### JasenovacV (Stara Gradiška)
Als Jasenovac V bezeichnete man das ab 1941 betriebene KZ-Außenlager in der Nähe des Ortes Stara Gradiška, das über eine eigene Lagerverwaltung verfügte. Im Lager waren vor allem Frauen und viele kroatische und bosniakische Regimegegner inhaftiert.

### Zwangsarbeit und Massentötungen
Zeitweilig diente das Lager auch als Sammellager für Gefangene auf dem Weg in andere Vernichtungslager. Gleichzeitig wurden bis zu 5000 Menschen interniert und mussten Zwangsarbeit leisten.

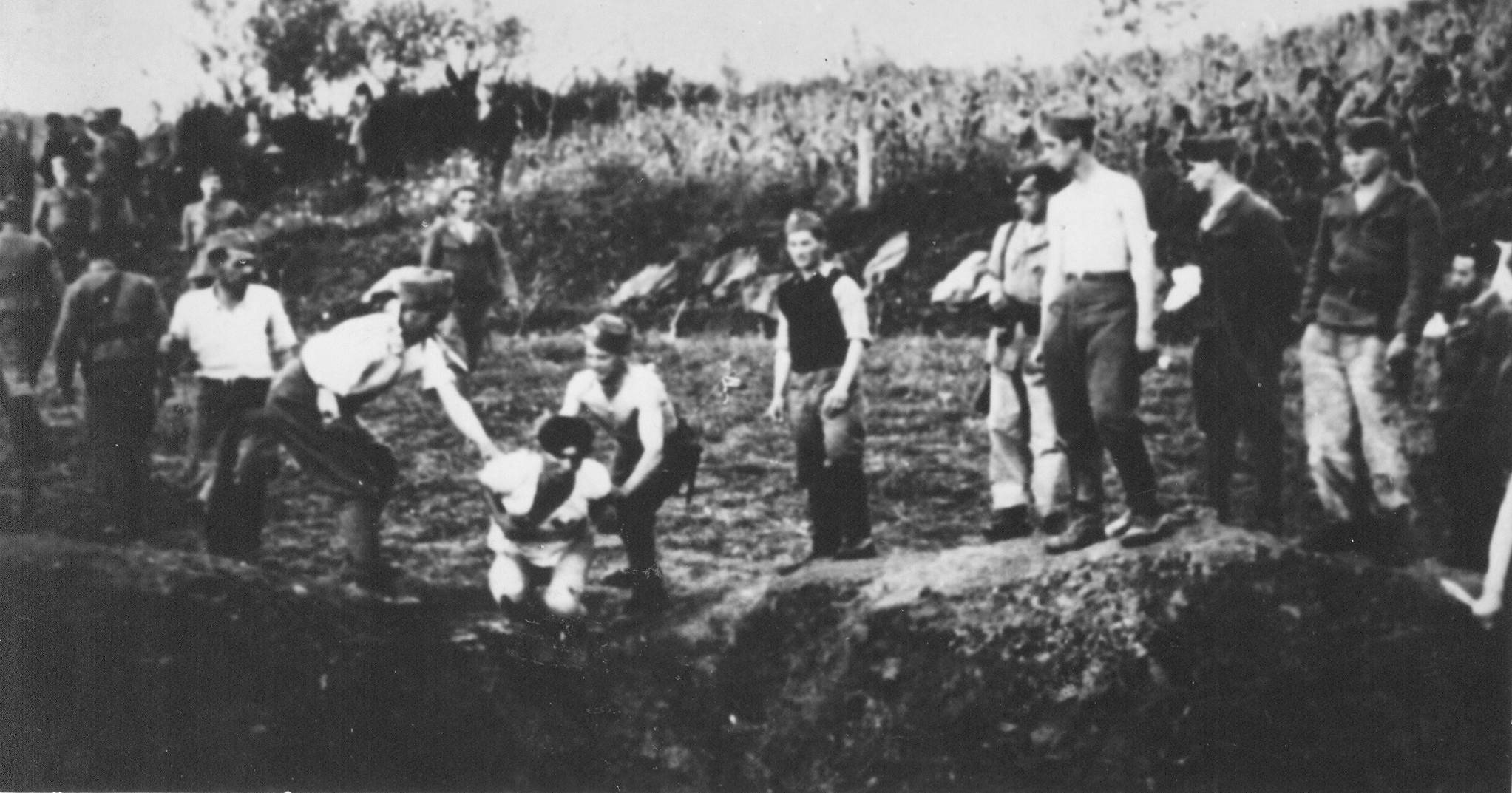
Exekution von Häftlingen in der Nähe des KZ Jasenovac.

Die meisten der mit Viehwaggons und Lastwagen herangebrachten Opfer wurden direkt von der Bahnendstation am Fluss Save mit einer Fähre ans andere Flussufer nach Donja Gradina (im heutigen Bosnien und Herzegowina) gebracht und dort massakriert.
Gaskammern gab es zu diesem Zweck nicht. Die Tötungen wurden zunächst mit Schusswaffen, später vor allem mit Messern, aber auch Hacken, Beilen, Äxten und Hämmern vorgenommen. Dabei soll auch das Garbenmesser einer deutschen Firma benutzt worden sein, das als srbosjek (Serbenschneider) bezeichnet wurde.  Mit diesen und einigen anderen Methoden wandelte sich das Konzentrationslager in ein Schlachthaus.
Deutsche Militärs befürchteten wegen der angewandten Grausamkeiten ein Erstarken der Widerstandsbewegung (General Edmund Glaise von Horstenau im März 1942 in einem Brief an Generalfeldmarschall Wilhelm Keitel).

### Endphase
Das Ende des Vernichtungslagers Jasenovac ist nicht genau zu datieren, jedoch bereitete die Ustascha im April 1945 seine Schließung vor, nachdem die jugoslawischen Partisanen immer wieder angriffen, um das Lager zu befreien. Auch die Rote Armee war bereits nach Jugoslawien vorgedrungen. Am Abend des 21. April wurde die letzte große Gruppe von 700 bis 900 Frauen hingerichtet, woraufhin einige der noch überlebenden 1050 Männer für den 22. April den Ausbruch planten. Unbewaffnet stellten sich 600 von ihnen der schwerbewaffneten Ustascha entgegen. 80 Lagerinsassen gelang die Flucht, die restlichen 520 wurden während des Fluchtversuchs getötet. 460 Gefangene, die zu alt, schwach oder krank für die Revolte gewesen waren und im Lager III zurückblieben, wurden von den Ustascha umgebracht. In den letzten Apriltagen wurden alle verbliebenen KZ-Häftlinge ermordet, Dokumente und Unterlagen vernichtet und das Lager gesprengt. Am 2. Mai erreichten die Einheiten der jugoslawischen Partisanenarmee das niedergebrannte Lager Jasenovac.

## Lagerpersonal und Strafverfolgung

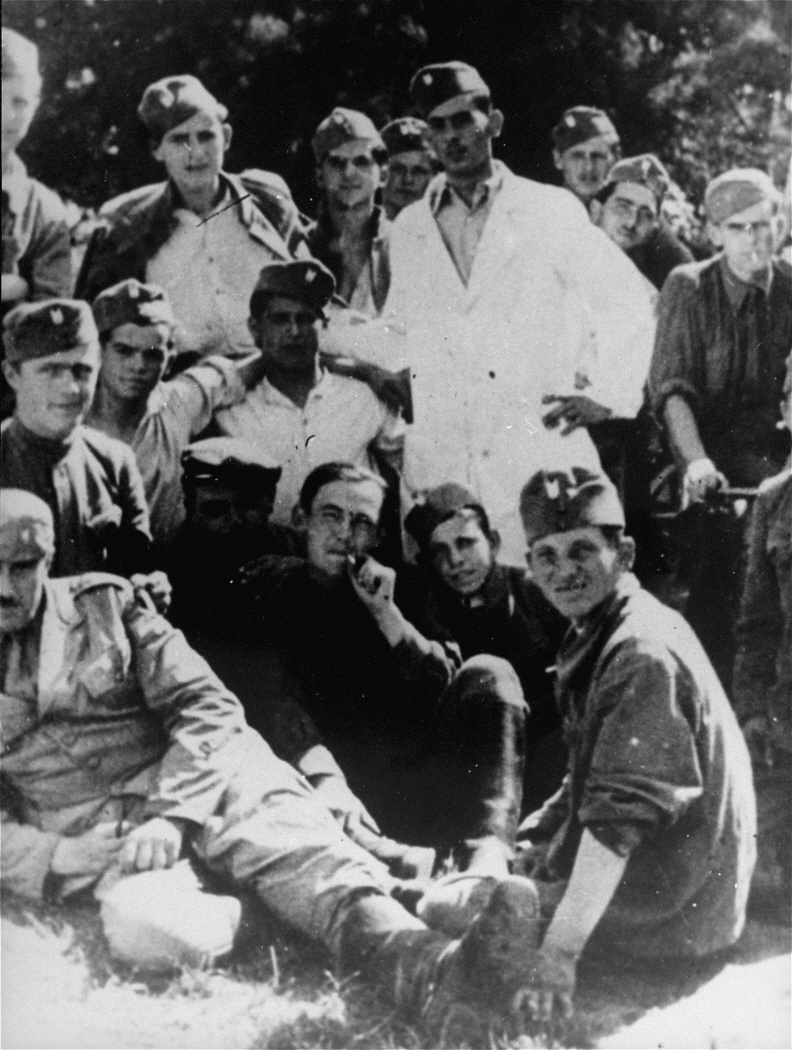
Lagerpersonal der Ustascha

Die Leitungspositionen des Lagers waren vor allem mit Ustasche besetzt, die aus dem Exil kamen, treu zu Ante Pavelić standen und eine eingeschworene Gemeinschaft mit beachtlicher Gewalterfahrung bildeten. Später rekrutierte sich das Lagerpersonal auch aus zur Ustascha hinzugestoßenen Nationalisten und Mitläufern aus den Reihen der Ustascha-Miliz, die sich an die Gewalt, das Töten und den massiven Konsum von Alkohol im Lager gewöhnten.
Die Kommandanten der von August bis November 1941 bestehenden Jasenovac I und II waren Ante Marić und Ivan Ranko.
Kommandant von Jasenovac III war von Ende Juni bis Oktober 1942 der ehemalige Priester Miroslav Filipović (genannt „Bruder Teufel“), der zuvor wegen seiner Beteiligung am Massaker von Banja Luka vom Franziskaner-Orden ausgeschlossen worden war. Er wurde 1946 in Zagreb gehängt. Im Sommer 1943 wurde der Priester Ivica Brkljačić Lagerkommandant. Daneben waren mehrere katholische Seelsorger und Geistliche in verantwortlichen und ausführenden Funktionen in Jasenovac tätig, darunter Ivica Matković, sowie Matijević, Zvonko Brekalo, Čelina und Lipovac.
Der zeitweilige Lagerkommandant Dinko Šakić wurde 1998 im Alter von 76 Jahren von Argentinien an Kroatien ausgeliefert. Er wurde 1999 vom Zagreber Kreisgericht der Kriegsverbrechen an Zivilisten im Sinne der Anklage, gemäß Artikel 120 Abs. 1 des kroatischen Strafgesetzbuchs, für schuldig befunden und zu 20 Jahren Haft verurteilt.

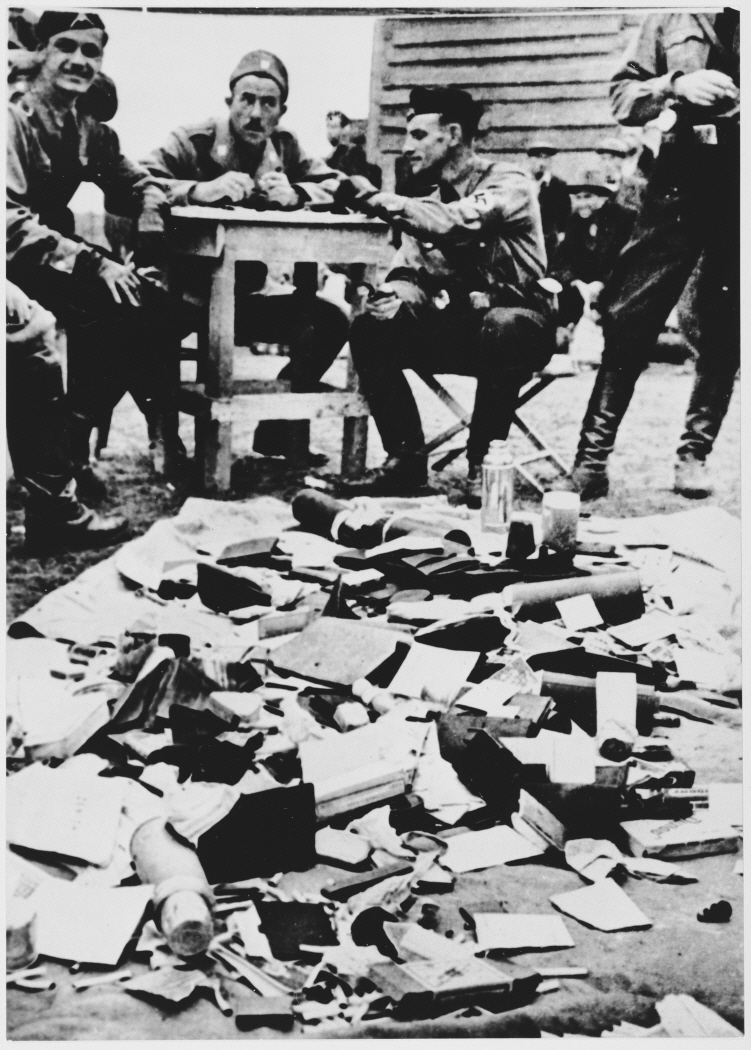
Lagerpersonal des KZ Jasenovac beim Sichten von Gegenständen die KZ-Häftlingen geraubt wurden. Es handelt sich den Uniformen nach um einen Mann der Ustascha-Miliz (Mitte, mit Feldmütze nach italienischem Vorbild) und zwei Männer der Einsatzstaffel der Deutschen Mannschaft (mit Hakenkreuzarmbinde und Feldmütze mit Soutachewinkel).

Die Lagerleitung bekämpfte erfolglos die Disziplinlosigkeit und Auflösungserscheinungen des Lagerpersonals, denn das Verhalten der an Korruption und Willkür gewöhnten Lager-Ustasche änderte sich dadurch kaum. In einer Vielzahl von Fällen wurde gegen das Lagerpersonal wegen Unterschlagung, Raub und Vergewaltigung ermittelt und eine beträchtliche Zahl wurde wegen Diebstahls und Hehlerei exekutiert. Dutzende Männer der Lager-Ustascha wurden wegen diverser Vergehen von der Lagerleitung im Häftlingslager inhaftiert, sodass sich daraus eine besonders brutale Häftlingsgruppe entwickelte.
Neben der Organisationsstruktur des Ustascha-Lagerpersonals entstand wie in den deutschen Konzentrationslagern mit „Funktionshäftlingen“ eine zweite Lagerhierarchie, die die große Zahl der KZ-Häftlinge kontrollierbarer und beherrschbarer machte. Hierzu gehörten eine Gruppe um Bruno Diamantstein (1906–1942; Jasenovac III) sowie Herman Spiller (Jasenovac V), Wiener, Mihić, Feldbauer, Begović, Pero Kolak und andere, von denen einige im Lager separat lebten.

## Opferzahlen

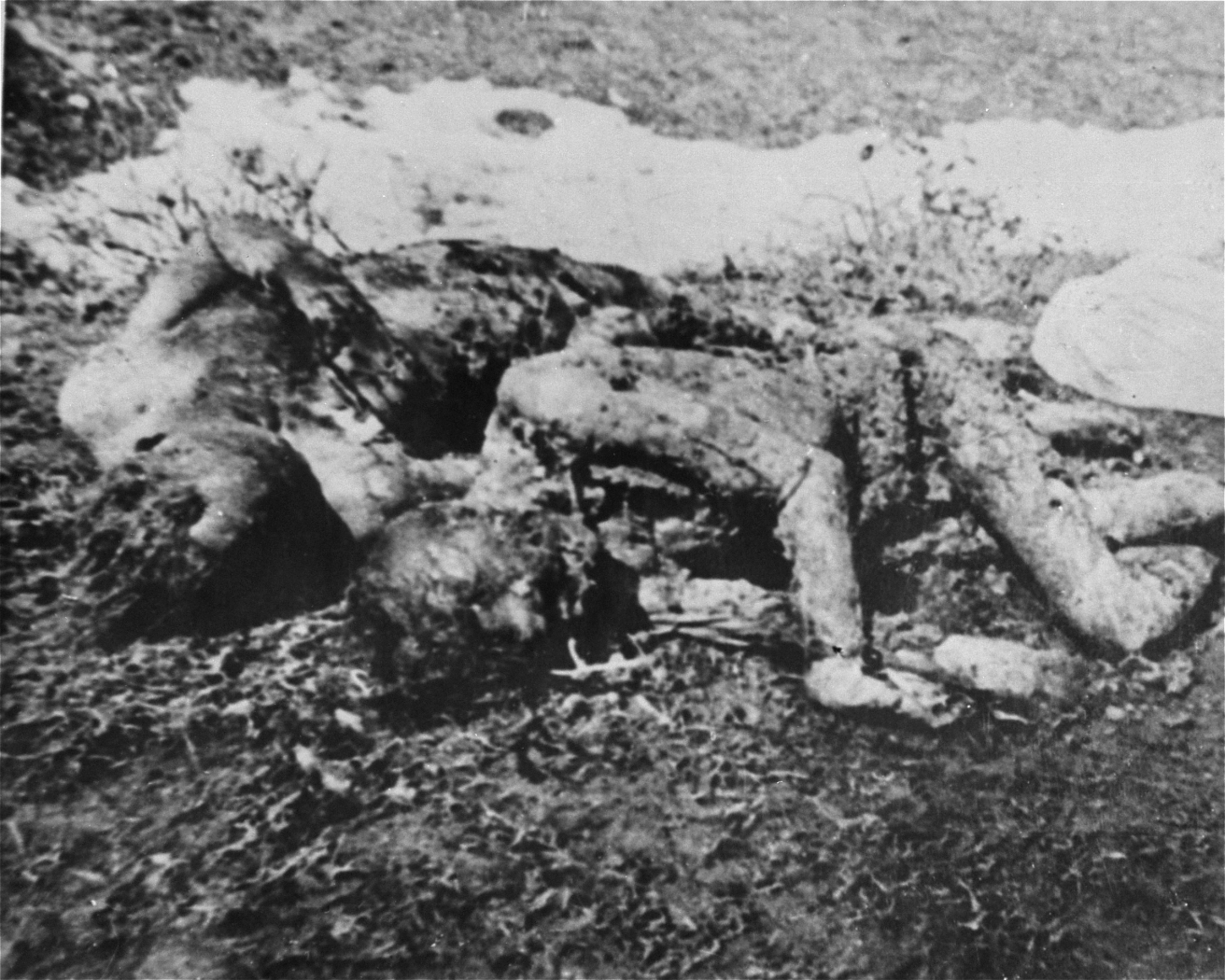
Leichen der von der Ustascha getöteten Häftlinge in Jasenovac

Die Zahl der Opfer in Jasenovac wird in der Literatur unterschiedlich hoch angegeben. Zum Teil sind besonders hohe oder niedrige Zahlen Gegenstand von politisch motivierten Manipulationsversuchen, die heftig diskutiert wurden.
Im sozialistischen Jugoslawien wurde die Opferzahl aus Jasenovac mit bis zu 700.000 Toten angegeben, obwohl die jugoslawische Regierung 1964 nur knapp 600.000 Kriegsopfer im gesamten Jugoslawien namentlich nachweisen konnte. Autoren wie der serbische Emigrant Bogoljub Kočović (ein Statistiker) oder der kroatische Ex-Partisan und Wirtschaftswissenschaftler Vladimir Žerjavić errechneten unabhängig voneinander mit bevölkerungsstatistischen Methoden eine Opferzahl von bis zu 85.000. Der serbische Schriftsteller und Politiker Miodrag Bulatović bezifferte die Opferzahlen auf über eine Million, Franjo Tuđman sprach dagegen von 30.000 bis 40.000 Opfern.
Ab 1998 tagte ein kroatisch-serbischer Historikerdialog, der sich auch mit dem Streit um die Zahl der Todesopfer in Jasenovac beschäftigte. Beim Belgrader Dialog 2002 kamen beide Seiten überein, dass sich die Zahl der Umgekommenen etwa auf 60.000 bis 80.000 belaufen müsste, was den Jahre zuvor von Žerjavić und Kočović errechneten Daten entspricht. Das 2009 erschienene Standardwerk von Benz/Distel gibt die Opferzahl mit 80.000 bis 90.000 an.
Verschiedene Institute und Historiker, darunter das Simon-Wiesenthal-Zentrum in Jerusalem, die Holocaust Encyclopedia des staatlichen United States Holocaust Memorial Museum und Slavko Goldstein kommen zu geschätzten Opferzahlen zwischen 77.000 und 99.000 Personen in Jasenovac. Die österreichische Historikerin Grünfelder schreibt von 100.000 Opfern.
Das von Adil Zulfikarpašić gegründete Bosniakische Institut in Zürich publizierte 1998 die Namen von insgesamt 59.188 Opfern des Lagerkomplexes Jasenovac (einschließlich Stara Gradiška), darunter 33.944 Serben, 9.044 Juden, 6.546 Kroaten und 1.471 Roma. Der Rest verteilte sich auf Personen unterschiedlicher ethnischer bzw. religiöser Zuordnung sowie auf Opfer, deren Nationalität nicht eindeutig festgestellt werden konnte. Da die Erhebung von 1964, die zu dieser Publikation führte, unvollständig war, sind diese Zahlen als zu niedrig zu betrachten.
Forscher am Belgrader Museum für Genozidopfer haben bisher 80.000 bis 90.000 Menschen gezählt, die in Jasenovac starben.
Der österreichische Historiker Hans Safrian zitiert höhere Zahlenangaben:

„Die genaue Zahl der Opfer von Jasenovac läßt sich mangels schriftlicher Quellen nicht ermitteln, so daß nur Schätzungen möglich sind. In einem Bericht, der Anfang 1944 an Glaise-Horstenau geschickt worden war, wurden die Angaben eines ehemaligen Lagerinsassen wiedergegeben, wonach von der Ustascha in Jasenovac bis Ende 1943 300.000 bis 400.000 Menschen ermordet wurden.“

In der Gedenkstätte Donja Gradina wird weiterhin die Zahl von 700.000 Opfern genannt, während in der Gedenkstätte Jasenovac von ca. 80.000 Opfern ausgegangen wird. Die Gedenkstätte Jasenovac hat 83.145 Serben, Juden, Roma und Antifaschisten, die in diesen Lagern umgekommen sind, namentlich identifiziert. Dragan Cvetković, Historiker und Forscher am Belgrader Museum für Genozidopfer, gibt an, dass für 83.294 Opfer die Nationalität geklärt werden konnte. Insgesamt schätzt er die Zahl der Opfer auf 120.000 bis 130.000.
Das Museum der Gedenkstätte veröffentlichte eine noch nicht vollständige Liste der Opfer von Jasenovac, mit dem Stand der Nachforschungen bis zum 18. April 2010. Darin sind biographische Daten der einzelnen Opfer und Informationen zu den Umständen ihres Todes aufgeführt. In dieser Liste sind bisher 83.145 namentlich bekannte Personen, darunter 47.627 Serben, 16.173 Roma, 13.116 Juden und 4.255 Kroaten aufgeführt, die in Jasenovac zwischen Einrichtung des Lagers 1941 bis zur Befreiung 1945 zu Tode kamen. Diese bilden einen Teil der 597.323 amtlich registrierten Kriegsopfer Jugoslawiens, die in der „Poimeničnog popisa žrtava Drugog svjetskog rata u Jugoslaviji“ (deutsch: Namensliste der Opfer des Zweiten Weltkriegs in Jugoslawien) gelistet sind.

## Gedenkstätte

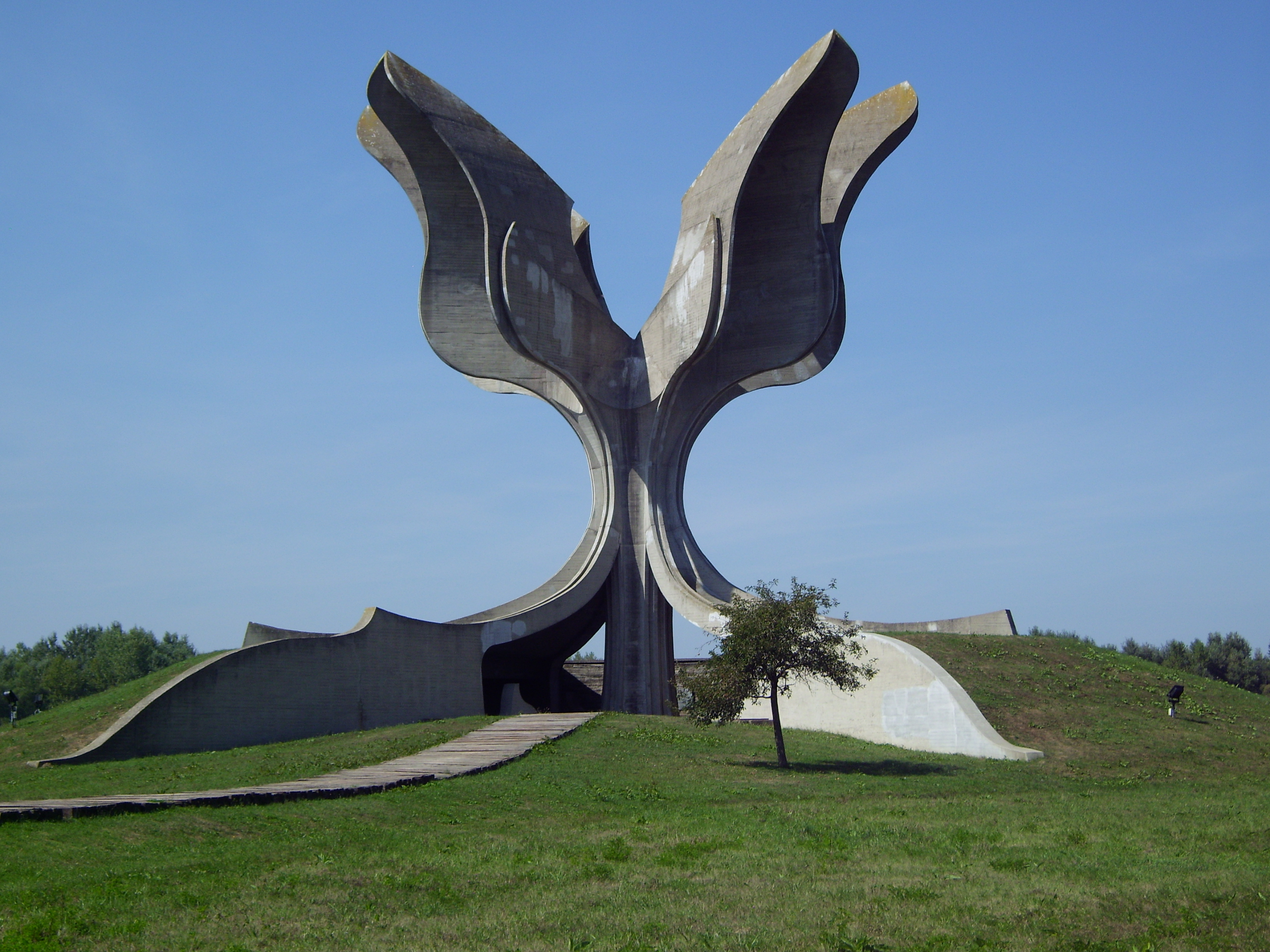
„Steinerne Blume“, Denkmal für die Opfer des Konzentrationslagers

Nachdem die Lagerüberreste bis 1959 nahezu restlos verfallen waren, wurde das Gelände von 1959 bis 1966 durch den jugoslawischen Architekten und Bildhauer Bogdan Bogdanović zu einer Gedenkstätte umgestaltet. Die Gedenkstätte besteht aus einem zentralen Monument, der Steinernen Blume und dem umgebenden ehemaligen Lagergelände. Die Standorte der ehemaligen Baracken wurden durch Erdkrater angedeutet. Der Weg zum Denkmal ist mit den ehemaligen Eisenbahnschwellen des lagereigenen Transportwegs belegt.

## Rezeption
Bei Konzerten der kontrovers diskutierten nationalistischen kroatischen Rockband Thompson wurde auch das Ustaša-Lied Jasenovac i Gradiška Stara, to je kuća Maksovih mesara gesungen (dt. Jasenovac und Gradiška Stara, das ist das Haus von Maks Metzger). Dieses wird als positive Bezugnahme auf die Morde in den KZs Jasenovac und Stara Gradiška interpretiert sowie als Ehrenbezeugung vor dem ehemaligen Kommandanten von Jasenovac Vjekoslav Luburić. Das Lied endet mit Grüßen an den Ustascha-Führer Ante Pavelić.
Im Jahr 2021 erschien der serbische Spielfilm Дара из Јасеновца (Dara von Jasenovac), der sich mit dem Genozid im KZ Jasenovac befasst.